# مالای (آق‌داش)
مالای (به لاتین: Malay) یک منطقه مسکونی در جمهوری آذربایجان است که در شهرستان آق‌داش واقع شده است.